# Soyland Town
Soyland Town – osada w Anglii, w hrabstwie West Yorkshire, w dystrykcie Calderdale, w civil parish Ripponden. Leży 8 km od miasta Halifax. W 1931 roku civil parish liczyła 3059 mieszkańców.